# 2007–2008-as spanyol férfi kézilabda-bajnokság (első osztály)
A spanyol férfi kézilabda-bajnokság, a Liga ASOBAL 18. idénye volt a 2007-2008-as szezon. A bajnokságot a BM Ciudad Real nyerte, megvédve ezzel a 2007-ben megszerzett címét.

## Végeredmény
|    | Csapat                 | J  | GY | D | V  | LG   | KG   | Gólkülönbség | Pont |
| -- | ---------------------- | -- | -- | - | -- | ---- | ---- | ------------ | ---- |
| 1  | BM Ciudad Real         | 30 | 26 | 1 | 3  | 964  | 776  | 188          | 53   |
| 2  | FC Barcelona           | 30 | 25 | 1 | 4  | 1021 | 818  | 203          | 51   |
| 3  | CD Ademar León         | 30 | 20 | 6 | 4  | 850  | 778  | 72           | 46   |
| 4  | Portland San Antonio   | 30 | 21 | 3 | 6  | 966  | 858  | 108          | 45   |
| 5  | BM Valladolid          | 30 | 19 | 1 | 10 | 933  | 858  | 75           | 39   |
| 6  | CAI BM Aragón          | 30 | 17 | 2 | 11 | 909  | 856  | 53           | 36   |
| 7  | JD Arrate              | 30 | 14 | 3 | 13 | 831  | 843  | -12          | 31   |
| 8  | BM Antequera           | 30 | 11 | 2 | 17 | 785  | 836  | -51          | 24   |
| 9  | BM Tabisam Torrevieja  | 30 | 11 | 2 | 17 | 792  | 835  | -43          | 24   |
| 10 | SD Teucro              | 30 | 11 | 2 | 17 | 784  | 898  | -114         | 24   |
| 11 | Octavio Pilotes Posada | 30 | 7  | 6 | 17 | 803  | 859  | -56          | 20   |
| 12 | Fraikin BM Granollers  | 30 | 9  | 1 | 20 | 825  | 865  | -43          | 19   |
| 13 | Naturhouse La Rioja    | 30 | 8  | 3 | 19 | 841  | 881  | -40          | 19   |
| 14 | Teka Cantabria         | 30 | 8  | 1 | 21 | 777  | 881  | -104         | 17   |
| 15 | Algeciras BM           | 30 | 6  | 4 | 20 | 869  | 1023 | -154         | 16   |
| 16 | Keymare Almería        | 30 | 7  | 2 | 21 | 789  | 871  | -82          | 16   |

|}
| EHF Bajnokok Ligája | EHF Kupagyőztesek Európa Kupája | EHF-kupa | Kiesők |

## Góllövőlista
| Player             | Goals | Team                 |
| ------------------ | ----- | -------------------- |
| Iker Romero        | 197   | FC Barcelona         |
| Alen Muratović     | 174   | BM Valladolid        |
| Hávard Tvedten     | 174   | CB Ciudad de Logroño |
| Szjarhej Rutenka   | 171   | BM Ciudad Real       |
| Carlos Ruesga      | 170   | Portland San Antonio |
| Raul Campos        | 166   | BM Granollers        |
| Ivan Čupić         | 164   | SD Octavio Vigo      |
| Valero Rivera      | 163   | Algeciras BM         |
| Mariusz Jurkiewicz | 154   | JD Arrate            |
| Dalibor Cutura     | 153   | JD Arrate            |